# Пратолунго-Ровијера (Кунео)
Пратолунго-Ровијера је насеље у Италији у округу Кунео, региону Пијемонт.
Према процени из 2011. у насељу је живело 133 становника. Насеље се налази на надморској висини од 893 м.